# Городок (Пеновский район)
Городок — деревня в Пеновском районе Тверской области.

## География
Находится в западной части Тверской области на расстоянии приблизительно 12 км на юго-восток по прямой от районного центра поселка Пено.

## История
Деревня была показана на карте Менде (состояние местности на 1848 год). В 1859 году здесь было учтено 8 дворов, в 1939 — 22. До 2020 года входила в Серёдкинское сельское поселение Пеновского района до их упразднения.

## Население
Численность населения: 67 человек (1859 год), 6 (русские 100 %) в 2002 году, 6 в 2010.